# Irwin, Iowa
Irwin är en ort i Shelby County i delstaten Iowa, USA.